# Narszachi
Abu Bakr Muhammad ibn Dżafar an-Narszachi (ur. 899, zm. 959) – średniowieczny historyk Azji Środkowej. Urodzony w osadzie Narszacha, 30 km na północ od Buchary.
W latach 943–944 (według innych danych 948–949) napisał po arabsku „Historię Buchary”. W 1128 Abu Nasr Ahmad ibn Muhammedad al Kubawi przetłumaczył kronikę Narszachiego na język perski, skrócił ją i doprowadził do czasów jemu współczesnych. Pół wieku później Muhammad ibn Zufar skrócił pracę na nowo, a anonimowy autor w wieku XIII dodał fakty do 1220. „Historia Buchary” ocalała jedynie w tej redakcji. Jest ona cennym źródłem dotyczącym historii i topografii Buchary oraz oazy nad rzeką Zarafszanu w VII-XII stuleciach. Szczególnie ciekawy jest przekaz historii arabskiego podboju Azji Środkowej, powstań Abruja i Mukanny, wyparcia zoroastryzmu, buddyzmu i chrześcijaństwa.